# David Herman (ciclista)
David Herman (nascido em 9 de maio de 1988) é um ciclista olímpico estadunidense. Representou sua nação nos Jogos Olímpicos de Verão de 2012.